# Dave Brubeck
David Warren Brubeck dit Dave Brubeck, né le 6 décembre 1920 à Concord en Californie et mort le 5 décembre 2012 à Norwalk dans le Connecticut, est un pianiste et compositeur américain de jazz. Il a composé de nombreux classiques de jazz comme In Your Own Sweet Way et The Duke. Il est notamment célèbre pour son album Time Out, et sa suite Time Further Out, qui bousculent la rythmique traditionnelle du jazz et qui incluent des morceaux durablement appréciés tels Blue Rondo a la Turk, Take Five (de Paul Desmond) et Three to Get Ready.

## Biographie

### Jeunesse
Né en décembre 1920, il est le fils de Peter Howard « Pete » Brubeck, éleveur de bétail, d'origine suisse, et d'Elizabeth Ivey, d'origines anglaise et allemande, qui après avoir étudié le piano en Grande-Bretagne sous la direction de Myra Hess, se destinait à devenir pianiste de concert, avant d'enseigner cet instrument. Brubeck qui n'avait pas à l'origine l'intention de devenir musicien (ses deux frères aînés, Henry et Howard, étaient déjà sur cette voie), prit des leçons de sa mère. Au début de son apprentissage, il ne pouvait pas lire les partitions, attribuant cette difficulté à une mauvaise vue ; cette lacune passa souvent inaperçue.
Souhaitant prendre la succession de son père, Dave étudie la médecine vétérinaire à l'université du Pacifique (à l'époque, « collège du Pacifique ») à Stockton.

### Débuts

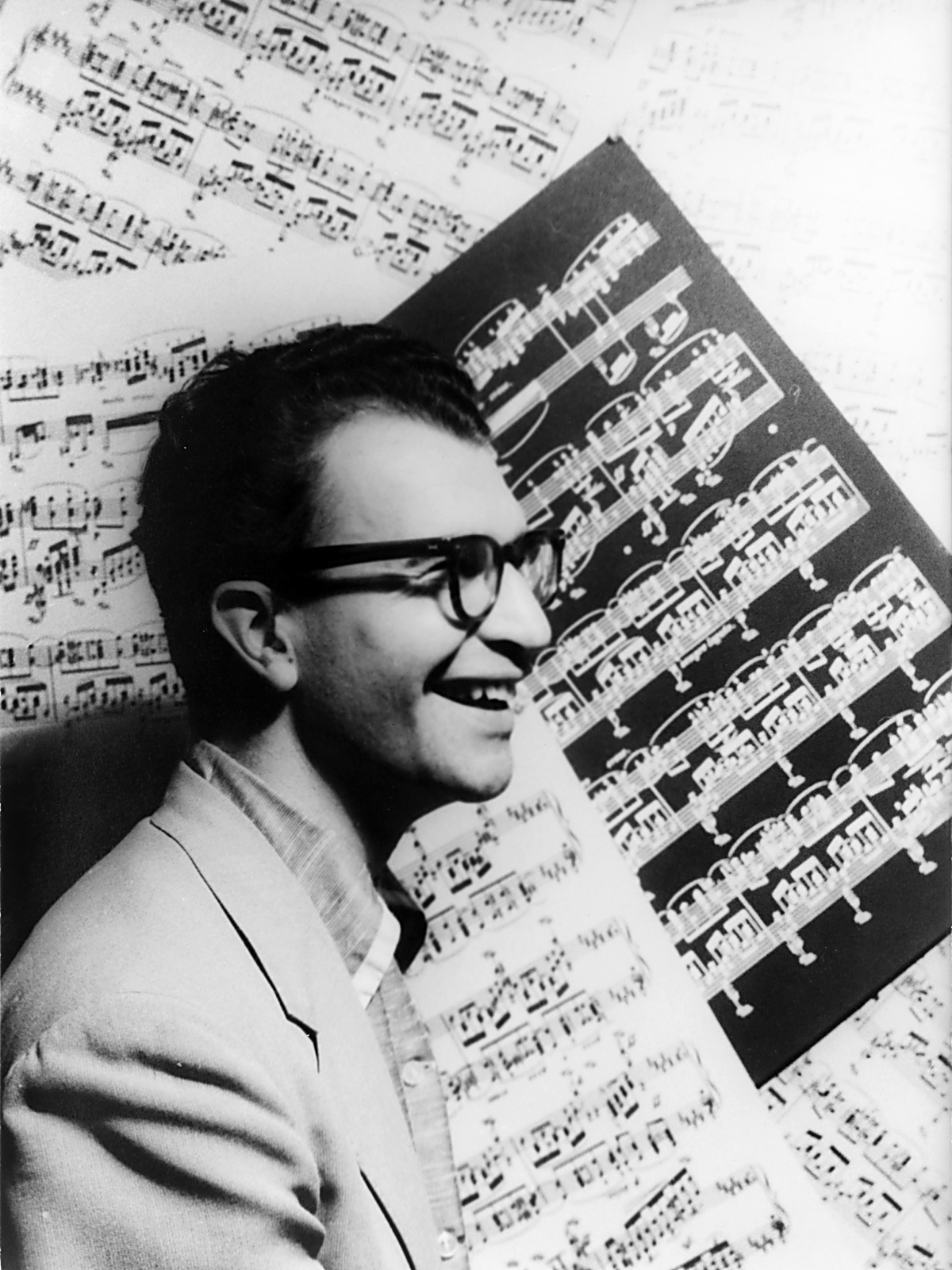
Dave Brubeck en 1954.

Après avoir reçu l'éducation musicale donnée par sa mère, puis par le compositeur français Darius Milhaud, Dave Brubeck rencontre (pour un entretien, une leçon) le compositeur autrichien Arnold Schönberg. Cette relation brève et orageuse avec l'inventeur du dodécaphonisme lui vaut encore aujourd'hui d'être souvent présenté abusivement comme « un élève de Schoenberg ».
Étudiant, il fonde avec ses amis le « Jazz Workshop ensemble » qui enregistre, dès 1949, sous le nom de Dave Brubeck Octet et qui deviendra populaire sous la forme de quartet (The Dave Brubeck Quartet) en 1951, rejoint notamment par le saxophoniste Paul Desmond.

### Succès avec son quartet
C'est en 1959 que le succès est à son apogée avec le célèbre album Time Out où l'on trouve les morceaux Blue Rondo a la Turk, Take Five ou encore Three to Get Ready, album très innovant notamment par ses signatures rythmiques atypiques variant d'un morceau à l'autre,.
Take Five, premier succès du quartet (composé par Paul Desmond en 1959), est écrit en 5/4. Ce succès est l'un des rares exemples de musique innovatrice qui devient un hit planétaire, au point de paraître aujourd'hui banalisée.

### Une source d'inspiration
Take Five a été mis en paroles par de nombreux artistes dont Al Jarreau et, surtout, Carmen McRae qui l'a chanté avec Dave Brubeck lui-même au piano.
En 1962, le français Claude Nougaro emprunte le thème Three to get ready pour en faire le Jazz et la Java. Le même récidive en 1966 en s'inspirant de Blue Rondo à la Turk pour créer la chanson À bout de souffle, construite comme le scénario d'un thriller et qui emprunte son titre au film de Jean-Luc Godard À bout de souffle.

### Expériences rythmiques

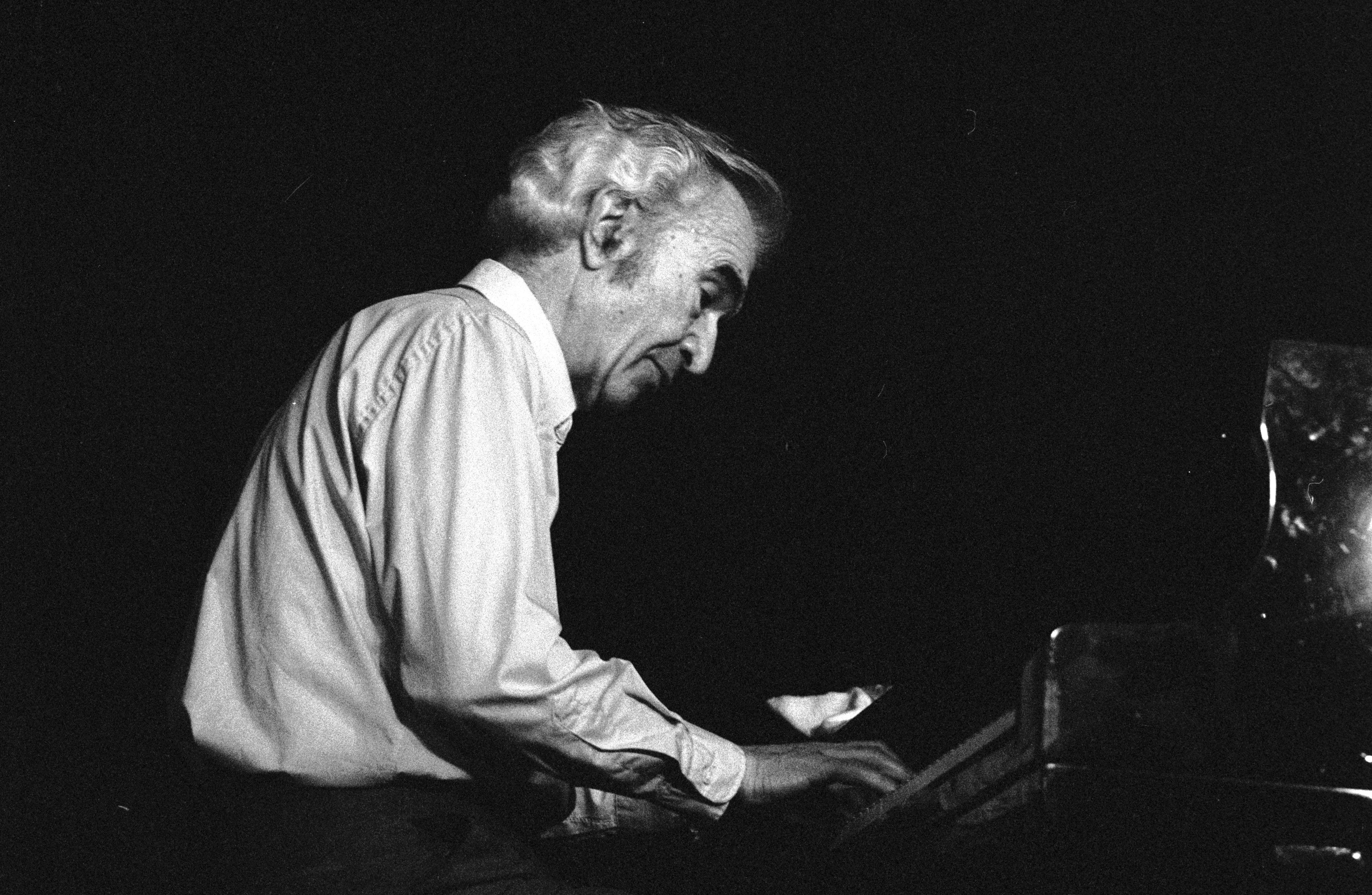
Dave Brubeck en concert à Deauville en 1990.

Il renouvelle l'expérience en 1961 avec l'album Time Further Out dont la pochette reproduit un tableau de Joan Miró. Le rythme de chacun des morceaux successifs y est inspiré par les chiffres qui figurent en haut du tableau (légèrement à droite). C'est sur cet album, notamment, que l'on trouve le célèbre morceau Unsquare Dance (sept temps) qui a servi, entre autres, il y a quelques années, de générique pour une émission de télévision française de diffusion de films sur la deuxième chaîne à 17 h 15 (Le Cinéma du dimanche, comédies et films musicaux) et qui a été repris en 2005 par le chanteur et pianiste Paddy Milner. À l'origine, ce morceau avait été composé pour « décourager » les membres du public des concerts qui ont l'habitude de marquer le rythme en frappant dans les mains, et qui, hélas, se retrouvent souvent à contretemps. À la fin du morceau, on entend le rire de soulagement du batteur, Joe Morello, qui ne pensait pas se tirer si bien de ce difficile exercice.
Sur ce même album figurent deux morceaux en 5/4, rythme inauguré un peu plus tôt avec Take Five. Dans la version originale sur vinyle, Far More Blue est le dernier morceau de la face A et Far More Drums le premier de la face B, ce qui obligeait l'auditeur à une pause entre les deux, le temps de retourner le disque. Ces deux morceaux contiennent le même thème, mais alors que dans Far More Blue, Dave Brubeck perfectionne sa maîtrise du rythme en 5/4 sur un tempo modéré, Far More Drums est essentiellement un solo de batterie très rapide. Contrairement à Take Five au cours duquel Dave Brubeck maintenait le rythme à 5 temps en sourdine pendant le solo de batterie, dans Far More Drums, Joe Morello joue véritablement seul. Il jouera ensuite avec ses trois complices une « valse à onze temps », Eleven Four (11/4), que l'on peut notamment entendre sur l'album The Dave Brubeck Quartet at Carnegie Hall. Bien que le tempo semble, « mathématiquement », fort différent du tempo habituel d'une valse (3/4), ce morceau sonne effectivement comme celui d'une valse mais un auditeur attentif comptera parfaitement les 11 temps.

### Compositions

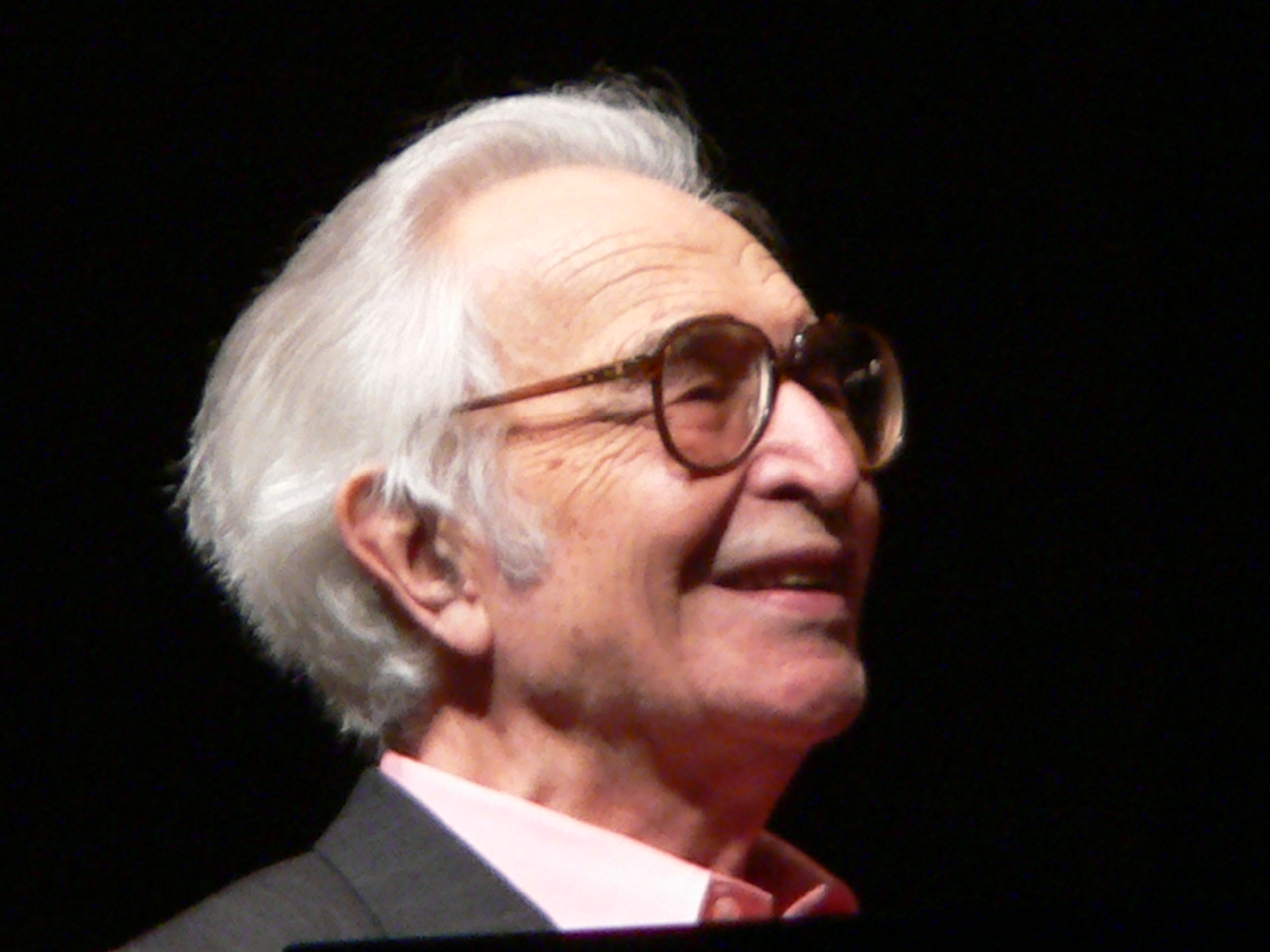
Dave Brubeck en 2005.

Le quartet (lui-même, Paul Desmond, Joe Morello et, à la contrebasse, Eugene Wright) s'est dissous en 1967. Dave Brubeck a continué à jouer en trio (piano/basse/batterie) en invitant d'autres musiciens, dont Gerry Mulligan, avec qui il a fait plusieurs tournées et s'est produit, notamment, à Paris. En tant que compositeur, Brubeck a écrit et, dans certains cas, enregistré plusieurs œuvres de grande envergure, dont deux ballets, une comédie musicale, un oratorio, quatre cantates, une messe, des œuvres pour formations de jazz et orchestres, et plusieurs pièces pour piano seul. Il a fondé plusieurs quatuors et s'est produit aux festivals de Newport, Monterey, (en) Concord et Kool Jazz. Il a joué à la Maison-Blanche en 1964 et 1981 ainsi qu'au sommet de Moscou de 1988 en l'honneur des Gorbatchev. Il a reçu quatre diplômes honorifiques, le BMI Jazz Pioneer Award et l'American Eagle Award de 1988, présenté par le National Music Council (en). En 2004, il est également fait docteur honoris causa en théologie par l'Université de Fribourg.
À 89 ans, Dave Brubeck donne encore des concerts. Il joue notamment à Toronto puis, à l'occasion du cinquantenaire de son album Time Out, est invité le 7 juillet 2009 au trentième Festival international de jazz de Montréal. Il voulait reprendre à cette occasion l'intégralité des morceaux de Time Out, dans l'ordre de l'album, mais la mort de l'un de ses cinq fils, âgé de 60 ans, la semaine précédant ce concert, ne lui permet pas d'effectuer les répétitions nécessaires à une telle entreprise. Il joue donc des morceaux plus récents et, néanmoins, quelques extraits de Time Out. L'un de ses quatre autres fils, qui sont tous musiciens, participe à ce concert. En 2010, à l'âge de 90 ans, il continue à jouer, malgré une hospitalisation, dans le Connecticut, début octobre, pour la pose d'un pacemaker. Il se produit, toujours en 2011 avec, notamment, un concert donné le 9 novembre au Kennedy Center Concert Hall de Washington, D.C. (États-Unis).
Dave Brubeck meurt la veille de son quatre-vingt-douzième anniversaire, d'un arrêt cardiaque, au Norwalk Hospital (Connecticut),. Il est inhumé au Umpawaug Cemetery de Redding (Connecticut).

## Discographie

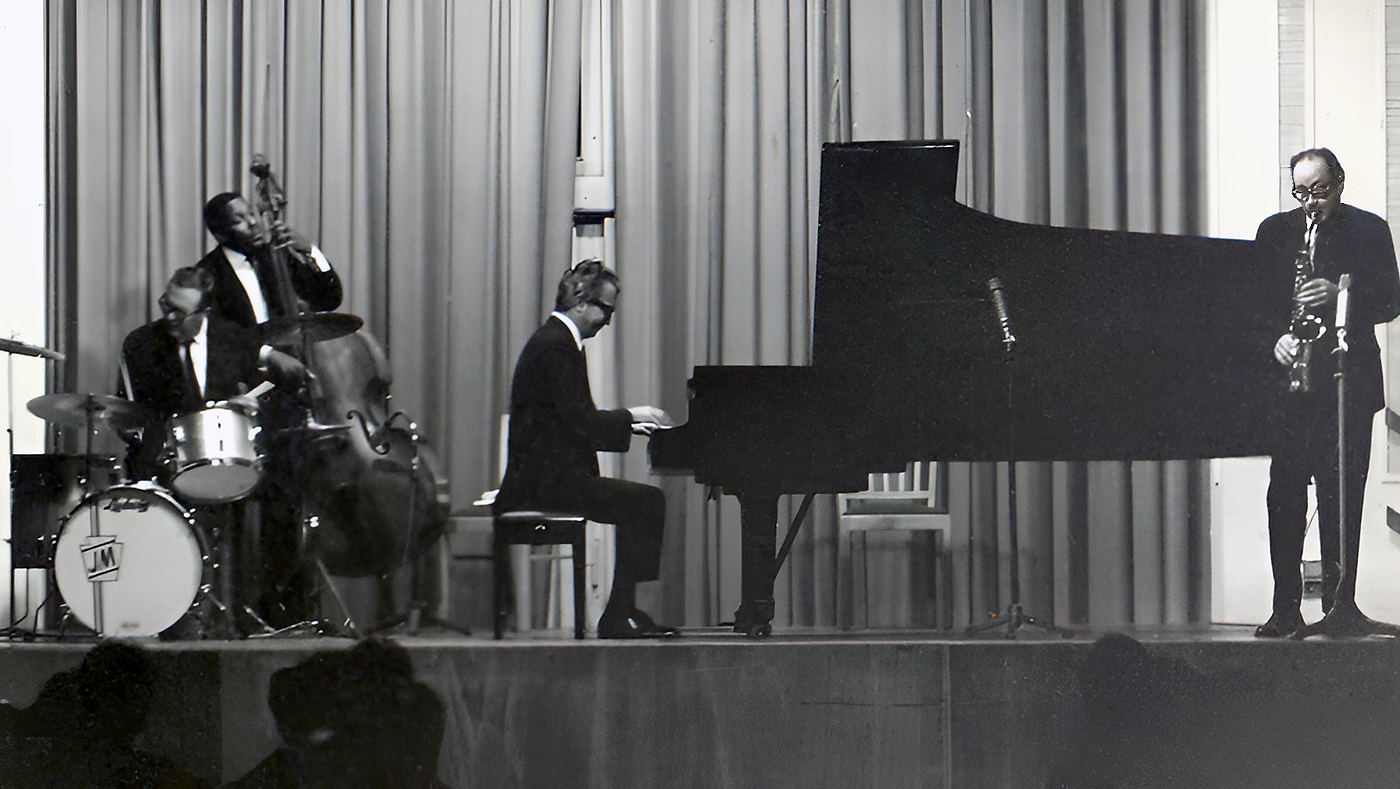
The Dave Brubeck Quartet en 1967.

- 1949 : Brubeck Trio with Cal Tjader, Volume 1
- 1949 : Brubeck Trio with Cal Tjader, Volume 2
- 1951 : Brubeck/Desmond
- 1951 : Stardust
- 1951 : Dave Brubeck Quartet
- 1952 : Jazz at the Blackhawk
- 1952 : Dave Brubeck/Paul Desmond
- 1952 : Jazz at Storyville (live)
- 1953 : featuring Paul Desmond In Concert (live)
- 1953 : Jazz at Oberlin
- 1953 : Dave Brubeck & Paul Desmond at Wilshire Ebell
- 1953 : Two Knights at the Black Hawk
- 1953 : Jazz at the College Volume 1
- 1953 : Jazz at the College Volume 2
- 1954 : Dave Brubeck at Storyville 1954 (live)
- 1954 : Brubeck Time
- 1955 : Jazz: Red Hot And Cool
- 1956 : Jazz Impressions of the U.S.A.
- 1957 : Plays and Plays and…
- 1957 : Reunion
- 1957 : Jazz goes to Junior College (live)
- 1957 : Dave Digs Disney
- 1958 : Dave Brubeck Plays Solo
- 1959 : Time Out
- 1959 : Gone with the Wind
- 1960 : Tonight Only
- 1960 : Southern Scene
- 1961 : Time Further Out
- 1961 : Take Five Live
- 1962 : Angel Eyes
- 1963 : The Dave Brubeck Quartet at Carnegie Hall
- 1964 : Dave Brubeck in Berlin
- 1964 : Jazz Impressions of Japan

## Filmographie
Dave Brubeck apparaît en tant que pianiste dans de nombreux documentaires et téléfilms, ainsi qu'au cinéma dans le film Tout au long de la nuit (All Night Long) réalisé par Basil Dearden en 1962.
Il a également composé la musique du film Témoin indésirable (Ordeal by Innocence) en 1984.

## Hommage
Est nommé en son honneur (5079) Brubeck, un astéroïde de la ceinture principale découvert en 1975.